# Garfield Township (comté de Pocahontas, Iowa)
Pour les articles homonymes, voir Garfield Township.
Garfield Township est un township du comté de Pocahontas en Iowa, aux États-Unis,.
Le township est fondé en 1903, sur des terres données par Clinton Township.

## Source de la traduction
- (en) Cet article est partiellement ou en totalité issu de l’article de Wikipédia en anglais intitulé « Garfield Township, Pocahontas County, Iowa » (voir la liste des auteurs).